# 코비 (고속선)
코비(KOBEE)는 대한민국 부산광역시와 일본 후쿠오카시간에 2002년도부터 취항하기 시작한 미래고속 소속의 고속여객선이다.

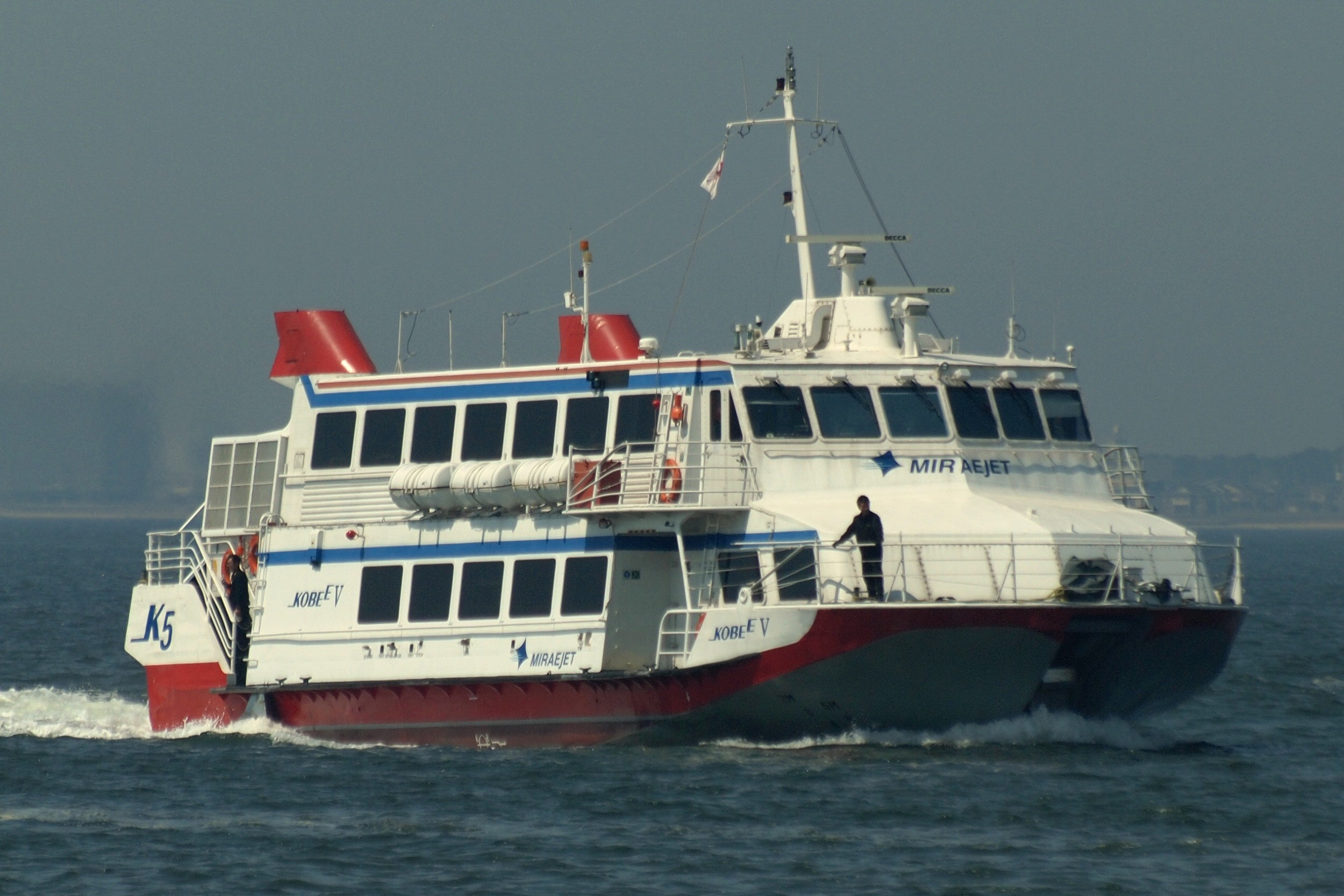
코비V 고속선

## 개요
홍콩 TurboJET사로부터 이양된 보잉 사의 보잉 929 고속선을 사용하고 있다. '코비'의 유래는 'KOrea + BEE' (한국 + 벌)로 알려진 조어이다. 부산에 본사를 두고 있는 미래고속 주식회사에서 운항을 하고 있으며, 선적도 한국으로 되어 있다. 배수량 300톤, 정원 222명이며, 가스 터빈 엔진을 주기(主機)로 하는 워터젯 추진 방식의 제트포일선이다. 2005년 기준으로 부산항과 하카타항 사이의 약 200km를 항해속도 45노트로 약 3시간에 주파하며, 하루 3~4회의 왕복편이 취항하고 있다. 본 항로에 취역한 제트포일선으로 현재는 코비5호(KOBEE V)단독으로 운항하고 있다.
2006년 4월부터 일본 JR 규슈고속선인 비틀(Beetle)과 함께 공동운행을 개시했으나
2016년 3월 공동 제휴 계약 종료로인해 더 이상 공동 운행 하지 않게되었다.
2021.3.20 현재 홈페이지 안열림.

## 항로
- 부산 ~ 대마도(히타카츠): 1시간 10분 소요
- 부산 ~ 대마도(이즈하라): 1시간 55분 소요

## 연혁
- 2001. 10 미래고속(주) 법인설립
- 2002. 02 초고속여객선 코비호 부산-후쿠오카 항로 취항
- 2002. 09 초고속여객선 코비3호 추가투입(2척체제)
- 2004. 03 초고속여객선 코비5호 추가투입(3척체제)
- 2006. 04 일본 JR규슈고속선과 공동운항 업무제휴 체결
- 2006. 12 부산광역시 해양분야‘선도기업’선정
- 2008. 12 중소기업청‘경영혁신형 중소기업’선정
- 2011. 01 부산광역시 관광분야‘선도기업’선정
- 2011. 10 부산-대마도 항로 취항
- 2016. 03 JR 규슈고속선(비틀)과 공동 운항 제휴 종료

## 같이 보기
- 하이드로포일
- 카멜리아 라인
- 비틀 (JR규슈 고속선)
- 부관페리